# لونا 21
لونا 21  هي مهمة لرحلة فضاء غير مأهولة تابعة لبرنامج لونا الفضائي، وأيضًا تعرف باسم لونيك 21، هبطت المركبة على سطح القمر بنجاح. وكانت مهمتها الرئيسية أخذ مجموعة من الصور لسطح القمر ودراسة شدة الإضاءة لتحديد المراقبة الفلكية من سطح القمر، وأيضًا دراسة الأشعة السينية للنظام الشمسي وتحديد الحقل المغناطيسي، ودراسة الخصائص الميكانيكية للمواد الموجودة على سطح القمر.

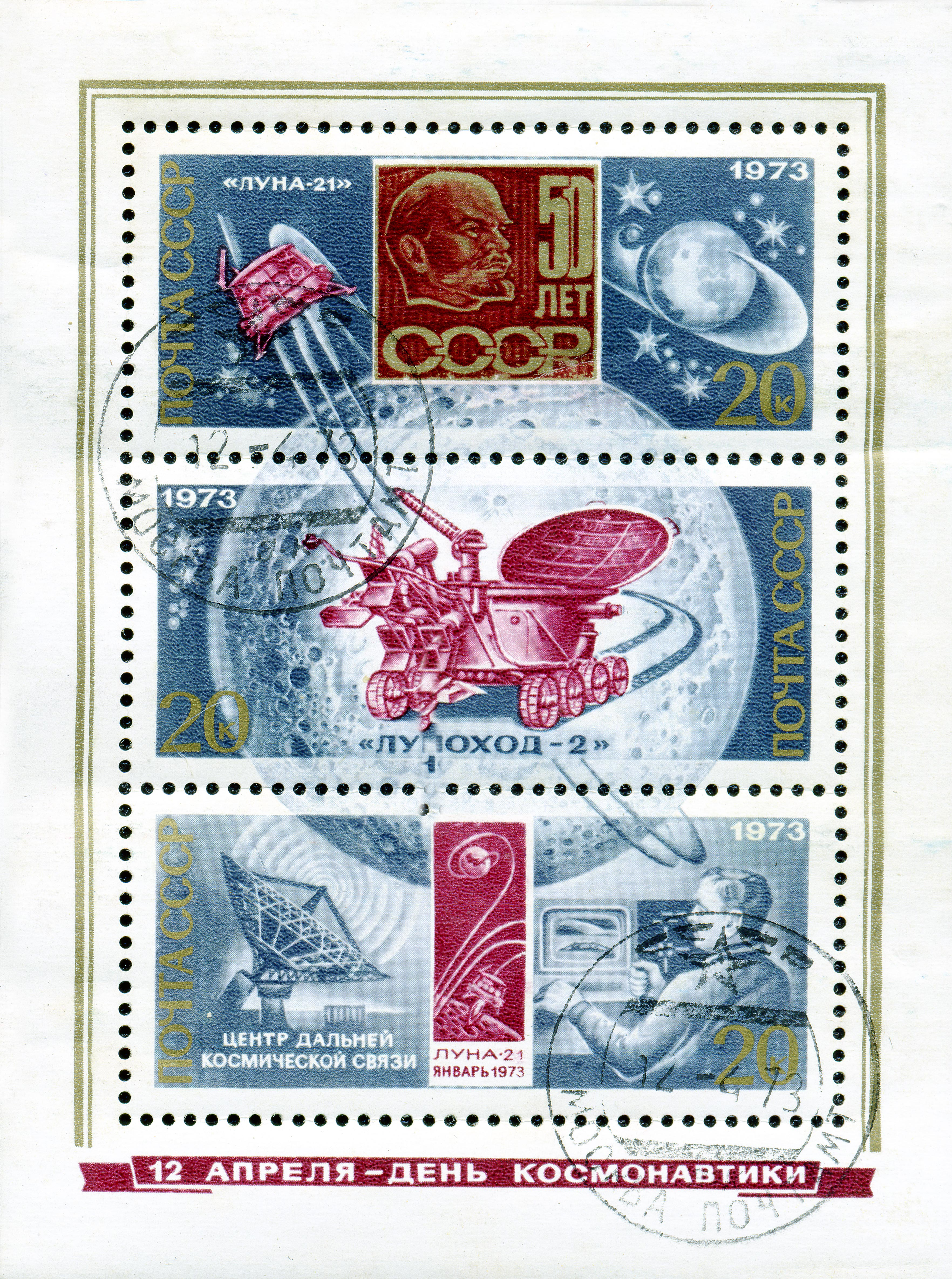
طابع بريد سوفيتي يظهر لونا 21

## وصلات خارجية
- Zarya - Luna programme chronology